# The 8th Plague
The 8th Plague är namnet på det spanska progressiva death metal-bandet Hybrids debutalbum, som släpptes 2008 via det brittiska skivbolaget Eyeofsound.

## Låtlista
I. Ovum: Alienation
1. "Hundred Years Ocean" – 4:46
2. "Soul Prolapse" – 4:28
3. "Sleep of the Defeated" – 3:57

II. Larva: Narcotization
1. "Post-Traumatic Stress Disorder" – 4:14
2. "Sun Burnt" – 2:41

III. Chrysallis: Transformation
1. "Cocoon/Metamorphosis/Eclosion" – 3:48

IV. Imago: Obliteration
1. "The Omega Swarm" – 3:54
2. "Ashes of Babylon" – 9:38

## Medverkande
Musiker (Hybrid-medlemmar)
- Chus Maestro – trummor, bakgrundssång
- J. Oliver (Javier Ameztoi) – gitarr, sång
- Miguel (Miguel Ángel) – gitarr, bakgrundssång
- Kike (Enrique Maroto) – basgitarr
- Albano Fortes – sång

Bidragande musiker
- Unai García, Phlegeton (J.L. Rey) – sång

Produktion
- Chus Maestro – producent
- Carlos Santos – ljudtekniker, ljudmix
- Alan Douches – mastering
- Seldon Hunt – omslagskonst